# Lepidonotus hupferi
Lepidonotus hupferi är en ringmaskart som beskrevs av Augener 1918. Lepidonotus hupferi ingår i släktet Lepidonotus och familjen Polynoidae. Inga underarter finns listade i Catalogue of Life.